# Jacques Brel (stacja metra)
Jacques Brel – stacja metra w Brukseli, na linii 5. Jej nazwa pochodzi od belgijskiego piosenkarza, autora tekstów i poety Jacques’a Brela. Zlokalizowana jest pomiędzy stacjami Aumale i Gare de l’Ouest/Weststation. Została otwarta 6 października 1982 jako część odcinka Beekkant - Saint Guidon linii 1B. Po reorganizacji metra w kwietniu 2009 roku, część linii 1B jest obecnie częścią linii 5.